# برونو فینسی
برونو فینسی (انگلیسی: Bruno Finesi; ۲۵ آوریل ۱۹۰۹ – ۷ ژوئیهٔ ۱۹۷۲) بازیکن فوتبال اهل ایتالیا بود.
از باشگاه‌هایی که در آن بازی کرده‌است می‌توان به باشگاه فوتبال آ.اس. رم و باشگاه ورزشی لاتزیو اشاره کرد.